# San Isidro (Jujuy)
San Isidro es una localidad argentina ubicada en el Departamento El Carmen de la Provincia de Jujuy. Se encuentra sobre la Ruta Provincial 61, a 3,5 km de Aguas Calientes.